# Henri Delavallée
Henri Delavallée (Reims, 24 de abril de 1862 – Pont-Aven, 12 de junho de 1943) foi um pintor e escultor pós-impressionista francês.